# Piotr Olaf Żylicz
Piotr Olaf Żylicz, również jako Olaf Żylicz (ur. 1964) – polski psycholog, specjalista w zakresie psychologii moralności i psychologii biznesu. Rektor Wyższej Szkoły Bankowej w Warszawie w latach 2022-2023. Od 1 listopada 2023 prorektor ds. umiędzynarodowienia Uniwersytetu WSB Merito w Poznaniu.

## Życiorys
Absolwent psychologii na Akademii Teologii Katolickiej w Warszawie i International Faculty Program (IFP) IESE Business School (2014).
W 1995 uzyskał na UKSW stopień doktora nauk humanistycznych, a w 2012 w Szkole Wyższej Psychologii Społecznej w Warszawie stopień doktora habilitowanego nauk społecznych w zakresie psychologii. 
Był profesorem nadzwyczajnym w Szkole Biznesu Politechniki Warszawskiej (pełniąc tam funkcję zastępcy dyrektora ds. akademickich), SWPS i UKSW. 
Był członkiem Komitetu Ewaluacji Jednostek Naukowych. Wiceprezes zarządu Polskiej Fundacji Badań nad Zarządzaniem i członek zarządu Instytutu Rozwoju Biznesu. 
Jest synem Jana Żylicza.

## Wybrane publikacje
- Samoaktualizacja a integracja moralna (Fundacja Akademii Teologii Katolickiej, Warszawa 1996)
- Psychologia moralności. Wybrane zagadnienia (Wydawnictwo Wyższej Szkoły Psychologii Społecznej "Academica", Warszawa 2010)